# 迪沃克·奥里吉
迪沃克·奥科特·奥里吉（Divock Okoth Origi，1995年4月18日—）是一名肯尼亚裔比利时足球运动员，司职前锋，曾效力英超球會利物浦，曾被意甲球會AC米蘭外借至英超球會諾定咸森林。

## 俱乐部生涯
奥里吉曾在比利时球队亨克接受青训，2010年5月转投法国球队里尔的青年队。2012年，他开始代表里尔B在低级别联赛出场。2013年1月24日，他在法国杯对阵普拉伯内克第一次进入里尔一线队的替补席，但未能出场。同年2月2日，他在里尔和特魯瓦的联赛比赛第69分钟替补罗尼·罗德林出场，首次代表里尔一队在正式比赛亮相。6分钟后，他射进在法甲联赛的首个进球，最终帮助球队1比1战平对手。
2014年7月29日，奧歷治正式轉會利物浦，轉會費為一千萬英鎊，但來季仍會以租借球員身份繼續效力里尔。

2019年5月7日，在對陣巴塞隆拿的歐冠盃四強次回合中梅開二度，助利物浦完成足以載入歐冠史冊的一場偉大反勝，兩回合計以4:3淘汰巴塞隆拿。
2019年6月1日，在欧冠决赛利物浦对阵托特纳姆热刺比赛中，替补出场的奥里吉在第87分钟左侧12码处低射远角入网破门，助利物浦2-0战胜热刺，这是利物浦第6次夺取欧冠冠军。
2019年12月5日，在默西賽德郡打比中攻入兩球，協助球隊5:2勝出。
2021年12月5日，在作客狼隊後備入替，於94分鐘中攻入致勝球，協助球隊0:1勝出。

## 国家队生涯
奥里吉曾代表比利时各级别国家青年队出战。肯尼亚足球协会曾希望他能在未来为肯尼亚国家队出战。2014年5月13日，比利时主教练威爾莫茨宣布奥里吉进入比利时参加2014年世界杯足球赛的23人名单。
2014年巴西世界盃替補上場對俄羅斯射入關鍵一球，幫助比利時以1:0贏得勝利。

他被列入2016年欧洲國家盃的大名單，但未有入選比利时国家足球队出戰2018年世界杯足球赛。

## 个人生活
迪沃克的父亲麦克·奥里吉是一名已退役的足球运动员，在效力于比利时球队奧斯坦德时生下迪沃克·奥里吉，之后他还效力于亨克，他也是肯尼亚国家队的成员。迪沃克的叔叔奥斯汀·奥里吉、杰拉德·奥里吉和安东尼·奥里吉都曾在肯尼亚国内联赛的球队效力。他的堂哥阿诺德·奥里吉现在是挪威球队利尼史特朗和肯尼亞國家足球隊的门将。

## 轶事
雖然奧歷治不是利物浦的常規正選，但是往往在後備上場後经常能为球队创造有利机会甚至在關鍵時刻亲自进球，奥里吉在中文媒体中素有“锦鲤”、“福将”、“幸运童子”、“風水型前鋒”之称。

## 榮譽

### 球會
利物浦
- 歐洲聯賽冠軍盃 冠軍 : 2018–2019
- 歐洲超級盃冠军：2019
- 国际足联俱乐部世界杯冠军：2019[14]
- 英格蘭超級足球聯賽冠军：2019-20
- 英格蘭聯賽盃冠军：2021-22
- 英格蘭足總盃冠軍：2021–22